# (2081) Sázava
Pour les articles homonymes, voir Sázava (homonymie).
(2081) Sázava est un astéroïde de la ceinture principale.

## Description
(2081) Sázava est un astéroïde de la ceinture principale. Il fut découvert le 27 février 1976 à l'observatoire Zimmerwald par Paul Wild. Il présente une orbite caractérisée par un demi-grand axe de 2,45 UA, une excentricité de 0,16 et une inclinaison de 3,9° par rapport à l'écliptique.
Il a été nommé d'après la rivière Sázava.

## Compléments